# Colleen A. Hoey
Coleen A. Hoey é uma diplomata americana que actualmente é Encarregada de Negócios nas Honduras.

## Educação
Hoey é bacharel em Ciências Políticas pela Universidade de Santa Clara e tem um mestrado em Governo pela Universidade de Georgetown. Ela também tem um mestrado em Segurança Nacional e Gestão de Recursos pela Escola Dwight D. Eisenhower de Segurança Nacional e Estratégia de Recursos.

## Carreira política
Em 2019, Hoey encontrou-se com o presidente Juan Orlando Hernández. Ela procura fortalecer as relações entre as Honduras e Estados Unidos através do combate ao narcotráfico.